# Cocció polinèsia del fruit del pa

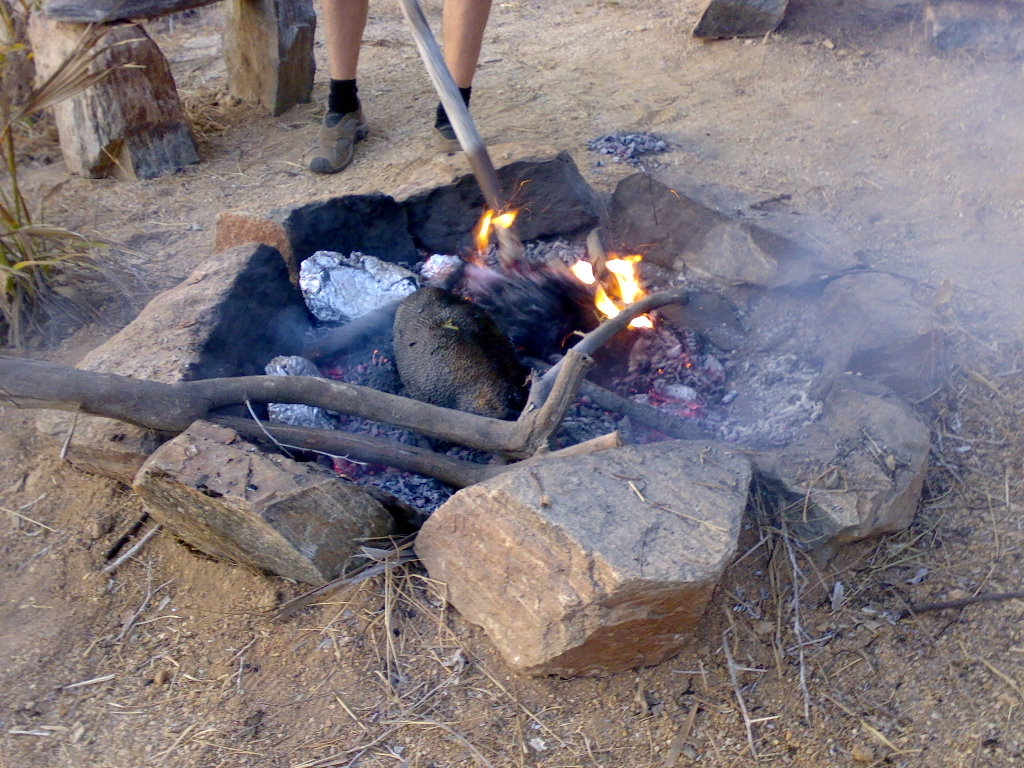
Cocció de fruits del pa en la forma tradicional.

El fruit de l'arbre del pa (Artocarpus altilis) és processat de manera característica pels diferents pobles de la Polinèsia per a la seva conservació. Dues tècniques són compartides per la majoria d'aquests pobles, que aquí hom defineix segons el seu nom en llengua tahitiana:
- Opio

Es tracta d'una tècnica de preparació en la qual els fruits es cuinen en una ahima'a, un forn de cocció per afogament tradicional de Tahití, durant 48 hores. Després, els fruits cuinats s'enterren en uns forats fets al costat de l'ahima'a per emmagatzemar-los durant setmanes, tot evitant la putrefacció del fruit.
- Mahi

Es tracta d'una tècnica de cocció basada en la fermentació d'una pastat de fruits del pa. Aquests, en ésser madurs, són pelats, tallats a trossos i dipositats en una sitja al terra d'uns 25 dm³, amb fulles de llimoner que la revesteixen per separar els trossos de fruit del pa de la terra. En omplir-la, cal aixafar els trossos tot saltant-hi al damunt. En acabat es cobreix de fulles de llimoner i es tapa amb pedres i terra. Un cop fermentats després d'un període, s'extreuen de la sitja i es fan boles de la pasta fermentada. Aquesta pasta fermentada es pot conservar durant un any sencer. Les boles es poden embolicar en unes fulles i coure a l'ahima'a. Aquesta preparació alimentària pot provocar diarrees o cefalees. S'usava per combatre la fam i per disposar de reserves d'aliment en cas d'escassesa però actualment aquesta pràctica s'ha abandonat.